# Haines Junction
Haines Junction è un villaggio del Canada, situato nello Yukon.

## Galleria d'immagini

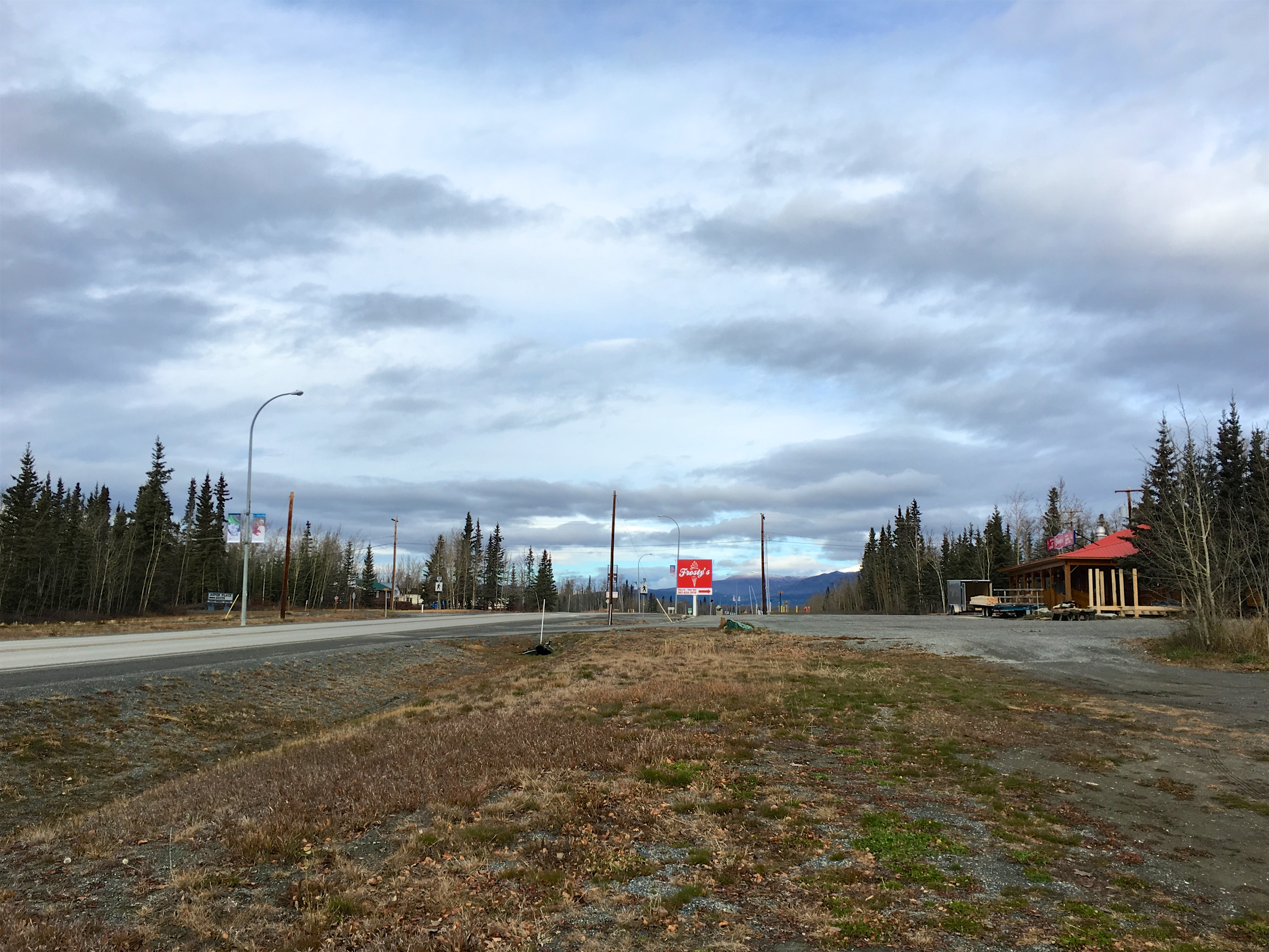
Autostrada dell'Alaska a Haines Junction
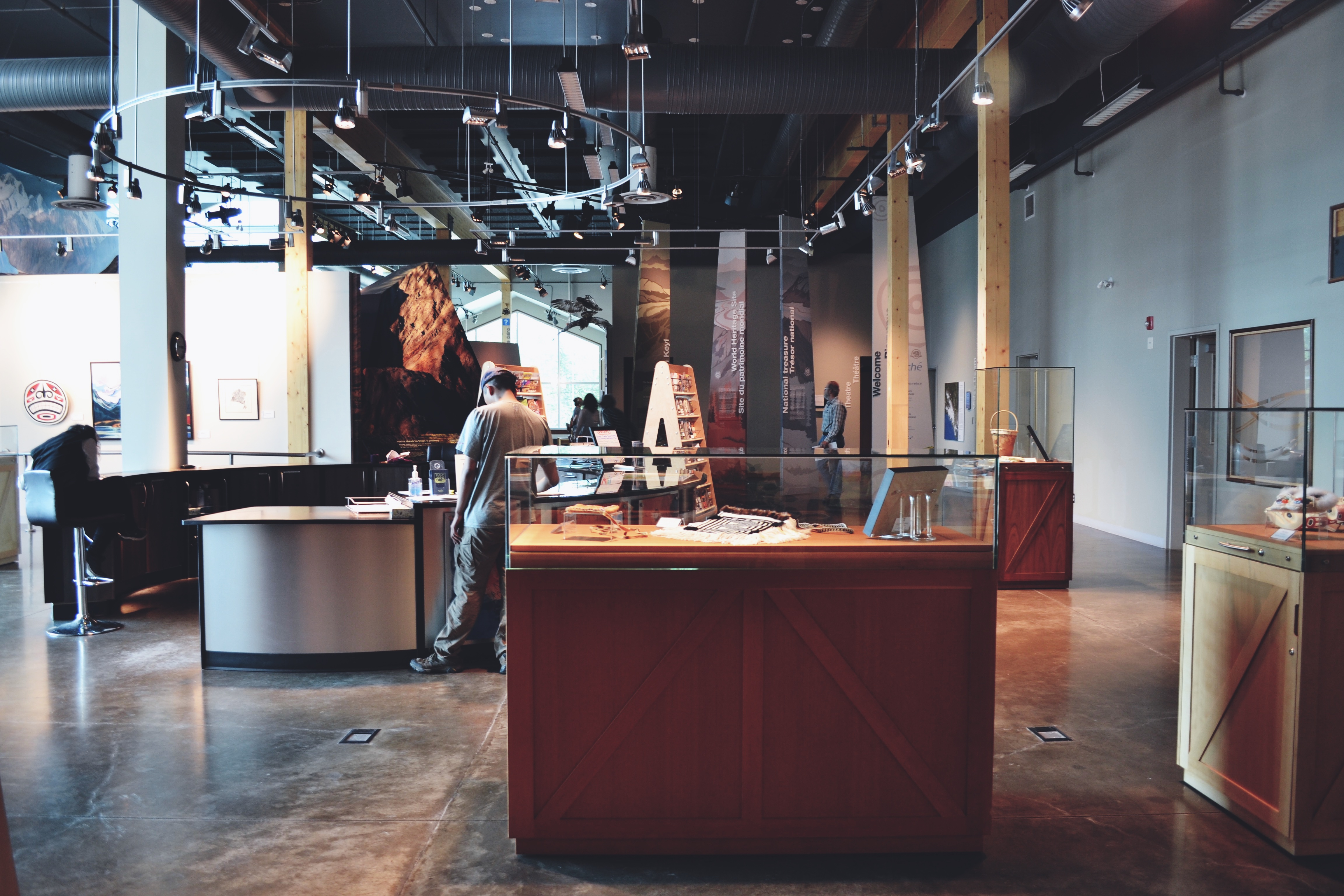
Centro informazioni visitatori di Haines Junction